# Bylot Island
Bylot Island är en ö i Kanada.   Den ligger i territoriet Nunavut, i den nordöstra delen av landet. Arean är 11 067 kvadratkilometer.
Trakten runt Bylot Island är permanent täckt av is och snö.